# 대중음악
대중음악(大衆音樂, popular music)은 현대 일반 대중을 대상으로 하고, 단순함과 통속성 및 오락성을 지니며 대중매체를 통해 전파되는, 이를 통해 이윤을 추구하는 상업적 목적을 지닌 새로운 형태의 음악을 총칭하는 말이다. 현대의 대중음악은 예술적, 사상적(혹은 종교적) 기준에 의해 기존의 순수 음악 (서양음악, 동양음악, 민족음악)에 대응되는 개념이다.
현대적 개념의 대중음악은 19세기 말 매체의 급격한 발달과 제2차 산업 혁명으로 인해 확대된 도시 중산층의 대중적 취향을 겨냥하면서 생겨났으나, 본격적인 대중음악의 발전은 제2차 세계 대전 종전 이후 하나의 문화산업(cultural industry), 즉 이윤추구를 위한 목적을 지니면서 미국과 영국 등지에서 이루어졌다. 전후 급격한 경제성장으로 인해 라디오와 음반 등의 매체가 더욱 발전하고, 젊은 세대들, 소위 틴에이져들이 더 많은 여가와 사용 가능한 수입을 얻으면서, 그들을 겨냥한 특정한 형태의 음악이 레코드회사에 의해 생산되고, 이것이 적중하면서 대중음악이라는 새로운 형태를 갖추면서 발전하게 되었다.

## 대중음악의 장르
- 영화음악
- 블루스
- 로큰롤
- 리듬 앤 블루스
- 포크 음악
- 솔 음악
- 재즈
- 펑크
- 팝 음악
  - 장르 뿌리 = 전통 팝 • 두왑 • 로큰롤 • 포크
  - 문화 뿌리 = 1950년대 영국과 미국
  - 구성 = 보컬 • 전기 기타 • 베이스 기타 • 드러머 • 건반 악기 • 어쿠스틱 기타 • 피아노 • 신디사이저 • 드럼 머신 • 샘플러
  - 하위 장르 = 버블검 팝 • 댄스 팝 • 일렉트로팝 • 유로팝 • 레게 • 라틴 팝 • 아프로 팝 • 아랍 팝 • 인디 음악 • 팝페라 • 파워 팝 • 사운드트랙 • 샹송 • 소피스티 팝 • 신스팝 •  스페이스 에이지 팝 • 선샤인 팝 • 틴 팝
  - 퓨전 장르 = 컨트리 팝 • 디스코 • 드림 팝 • 쟁글 팝 • 팝 펑크 • 힙합 • 팝 록 • 사이키델릭 팝 • 테크노 팝 • 어번 팝  • 유로비트 • 유로댄스 • 유로디스코
- 록 음악
  - 장르 뿌리 = 로큰롤 • 재즈
  - 구성 = 보컬 • 전기 기타 • 베이스 기타 • 드럼 • 키보드 • 현악기 • 건반 악기 • 어쿠스틱 기타 • 피아노 • 신디사이저 • 드럼 머신 그 외 다수
  - 하위 장르 = 얼터너티브 록 • 아나톨리안 록 • 아레나 록 • 팝 록 • 아트 록 • 비트 음악 • 블루스 록 • 브리티시 인베이전 • 브릿팝 • 캔터베리 신 • 첼로 록 • 어쿠스틱 록 • 모던 록 • 컨트리 록 • 프랫 록 • 개러지 록 • 글램 록 • 하드 록 • 하트랜드 록 • 루츠 록 • 레게 록 • 헤비 메탈 • 인스투러멘탈 록 • 잼 밴드 • 크라우트 록 • 파워 팝 • 프로그레시브 록 • 사이키델릭 록 • 쟁글 팝 • 포크 록 • 펍 록 (영국) • 펍 록 (오스트레일리아) • 펑크 록 • 랩 록 • 로커빌리 • 로큰롤 • 삼바 록 • 소프트 록 • 서던 록 • 스토너 록 • 서프 록 • 고딕 록 • 전자 록 • 크리스천 록 • 코미디 록 • 쇼크 록

## 한국의 대중음악
한국의 역사상 최초의 대중 가요로는 1921년 무렵 레코드 음반이 발표된 《희망가》로 알려져 있다. 이후 1925년 발표된 《사의 찬미》가 크게 유행하였다.
해방 이후 1970년대까지 크게 유행한 노래들은 다음과 같은 것들이 있다.
- 1950년대: 〈봄날은 간다〉(가수:백설희, 손로원 작사/박시춘 작곡)
- 1960년대: 〈노란 샤쓰 입은 사나이〉 (가수: 한명숙), 〈밤안개〉 (가수: 현미) 〈동백아가씨〉(가수: 이미자) 〈님은 먼곳에〉(가수: 신중현)
- 1970년대: 〈작은 연못〉(가수: 김민기), 〈아침 이슬〉(가수: 양희은), 〈피리부는 사나이〉(가수: 송창식)

## 같이 보기
- 팝 음악